# Ploceus insignis
El tejedor insigne (Ploceus insignis) es una especie de ave paseriforme de la familia Ploceidae. Es propia de África, pudiendo ser encontrada en Angola, Nigeria, Tanzania y Kenia entre otros.